# 大阪市電九条高津線
九条高津線（くじょうこうづせん）は、大阪市の安治川二丁目渡停留場と上本町六丁目停留場間を結んでいた大阪市電の軌道路線である。
大阪市電の第三期線として開業した路線で、最後まで残った路線の一つである。
当初、湊町駅前停留場 - 賑橋（西詰）停留場間は南北線と共用したため、共用区間を境として西線・東線に分けられていた。のちに湊町駅前停留場 - 賑橋（東詰）停留場間には九条高津連絡線（くじょうこうづれんらくせん）と呼ばれる連絡線が敷設され、こちらも大阪市電全廃まで本路線の一部として残った。

## 路線データ
- 起点：安治川二丁目渡停留場
- 終点：上本町六丁目停留場
- 路線距離：5.607km
- 軌間：1,435mm
- 電化方式：直流600V（架空電車線方式）

## 歴史
大阪市電第三期線の路線として、九条町を起点として安治川南二丁目に至る九条線と、松島二丁目から南堀江、西道頓堀五丁目、道頓堀川北岸沿い、上大和橋、瓦屋町五番丁、高津町一番丁を経由して上本町六丁目に至る西道頓堀高津線が計画された。しかし、西道頓堀高津線は道頓堀川北岸の宗右衛門町を通ることから、沿線にあった花街から反対の陳情を受けていた。
1912年（明治45年）1月16日、風呂屋の煙突から出た火の粉を原因として、難波新地の遊郭の高楼から出火した火事は東西約1400m、南北約400mにわたって4885戸を焼失する大きな火事（南の大火）となった。北の大火（天満焼け）で路線計画を変更して焼け跡を走ることになった曽根崎天満橋筋線と同様、西道頓堀高津線も境川運河の東岸から、尻無川に新櫨橋、木津川に大正橋、湊町駅北西の入堀に湊町橋、難波入堀川（難波新川）に賑橋、高津入堀川に磐舟橋を架橋し、道頓堀川の南を流れる桜川を埋め立て、難波入堀川の西岸をやや南下して、難波新地三番町の南を走ることとなり、九条線とあわせた九条高津線（東線および西線）へと計画が変更された。
このとき、大阪瓦斯が自社の岩崎工場への水運の支障を来すとして反対したため、より東側を走る東線だけが特許されたが、植村俊平市長や参与が引責辞職し、府や国に対する世論の高まりがあって、西線にも特許が与えられ、1914年（大正3年）3月1日に新川停留場から上本町六丁目停留場までの東線部分が開業。同年7月7日に難波新川停留場と新川停留場の間が開業し、南北線と接続した。
西線部分は東側より開業が遅く、まず1915年（大正4年）1月8日に日吉橋停留場から湊町仮停留場までが開業、同年4月13日に南北線湊町停車場前停留場まで延伸し、仮駅は廃止された。また同日、築港線境川町停留場から泉尾町停留場間が開業。同年8月に泉尾町停留場から日吉橋停留場まで延伸、11月に松島安治川線安治川二丁目渡停留場から境川町停留場間まで延伸開業し、全線が開業した。戦時中に起点である安治川二丁目渡停留場が廃止され、玉船橋停留場に変更となっている。
全線開業した時点では湊町停車場前停留場と難波新川停留場間で南北線と線路を共用していたが、交通が輻輳したことから、1920年（大正9年）に難波入堀川の浪吉橋のすぐ南に市電専用橋を架橋して東岸に新線（九条高津連絡線）を敷設した。連絡線開通後、賑橋を渡る部分は回送専用線となった。また、同年に岩崎運河が開削され、岩崎橋が架橋されている。
戦後になって大阪市電の路線廃止が始まる中で、本路線では賑橋の西詰にあった賑橋停留場から東詰にあった分岐点までを結ぶ回送線が1963年に廃止されたほかは存続し、1969年4月1日の大阪市電全廃によって全線廃止となった。

### 年表
- 1914年（大正3年）
  - 3月1日：東線 新川（東詰）停留場 - 上本町六丁目停留場間（1.9km）が開業。
  - 7月7日：東線 難波新川停留場（2代）[3] - 新川停留場間（0.1km）が開業。
- 1915年（大正4年）
  - 1月8日：西線 日吉橋停留場 - 湊町仮停留場間（1.5km）が開業。
  - 4月13日：西線 境川町停留場 - 泉尾町停留場間（0.4km）、湊町仮停留場 - 湊町停車場前停留場間が開業。湊町仮停留場廃止。
  - 8月3日：西線 泉尾町停留場 - 日吉橋停留場間（0.5km）が開業。
  - 11月4日：西線 安治川二丁目渡停留場 - 境川町停留場間（1.2km）が開業。全線開業。
- 1918年（大正7年）8月4日：泉尾町停留場を岩崎町停留場に、三軒家停留場を大正橋停留場に改称。
- 1920年（大正9年）12月28日：湊町停車場前停留場 - 新川停留場間（0.3km）に九条高津連絡線が開業。難波新川停留場 - 新川停留場間は回送専用線に。
- 1920年（大正9年）以降：汐干橋停留場廃止。
- 1922年（大正11年）
  - 8月16日：難波新川停留場を賑橋（西詰）停留場に改称。汐干橋停留場復活。
- 1923年（大正12年） - 1925年（大正14年）：新川停留場を賑橋（東詰）停留場に改称。
- 1926年（大正15年）8月7日：湊町停車場前停留場を湊町駅前停留場に改称。
- 1931年（昭和6年） - 1932年（昭和7年）：新櫨橋停留場廃止。岩崎町停留場を岩崎橋停留場に改称。
- 1944年（昭和19年）6月1日：安治川二丁目渡停留場、汐干橋停留場、岩崎橋停留場、日吉橋停留場、汐見橋停留場、幸橋停留場、住吉橋停留場、賑橋（西詰）停留場、戎橋筋停留場、千日前停留場、磐舟橋停留場、下寺町停留場、谷町九丁目停留場を廃止。賑橋（東詰）停留場を廃止し賑橋東詰分岐点とする。
- 1945年（昭和20年）3月13日：戦災のため玉船橋停留場 - 境川町停留場間休止。
- 1946年（昭和21年）7月1日：下寺町停留場復活。
- 1947年（昭和22年）11月1日：玉船橋停留場 - 境川町停留場間運転再開。
- 1949年（昭和24年）10月1日：幸町一丁目停留場開業。
- 1950年（昭和25年）
  - 5月15日：幸町四丁目停留場開業。
  - 9月1日：賑橋（西詰）停留場復活。
- 1952年（昭和27年）5月1日：戎橋筋停留場が戎橋停留場として復活。千日前停留場復活。
- 1953年（昭和28年）11月20日：汐干橋停留場、谷町九丁目停留場復活。
- 1961年（昭和36年）11月1日：安治川二丁目渡停留場（廃駅） - 玉船橋停留場間（0.2km）をトロリーバスに転換。
- 1963年（昭和38年）5月12日：賑橋（西詰）停留場 - 賑橋東詰分岐点間の回送専用線を廃止。
- 1969年（昭和44年）4月1日：玉船橋停留場 - 上本町六丁目停留場間（5.9km）を廃止。全線廃止。

## 駅一覧
- 1959年（昭和34年）7月当時。
- 括弧書き（背景色がグレー）の駅は廃止・休止駅。

| 駅名                     | 読み                       | キロ程 | 接続路線                                 | 廃止日        |
| ------------------------ | -------------------------- | ------ | ---------------------------------------- | ------------- |
| （安治川二丁目渡停留場） | あじがわにちょうめわたし   | -0.2   | 大阪市電：松島安治川線                   | 1944年6月1日  |
| 玉船橋停留場             | たまふねばし               | 0.0    | 大阪市電：松島安治川線                   |               |
| 汐干橋停留場             | しおひばし                 | 0.2    |                                          |               |
| 辰巳橋停留場             | たつみばし                 | 0.9    |                                          |               |
| 境川町停留場             | さかいがわちょう           | 1.2    | 大阪市電：築港線                         |               |
| 岩崎橋停留場             | いわさきばし               | 1.6    |                                          |               |
| 大正橋停留場             | たいしょうばし             | 1.9    |                                          |               |
| （日吉橋停留場）         | ひよしばし                 | 2.1    |                                          | 1944年6月1日  |
| 幸町四丁目停留場         | さいわいちょうよんちょうめ | 2.2    |                                          |               |
| （汐見橋停留場）         | しおみばし                 | 2.5    |                                          | 1944年6月1日  |
| 桜川二丁目停留場         | さくらがわにちょうめ       | 2.8    | 大阪市電：桜川中之島線、西道頓堀天王寺線 |               |
| （幸橋停留場）           | さいわいばし               | 2.9    |                                          | 1944年6月1日  |
| 幸町一丁目停留場         | さいわいちょういっちょうめ | 3.1    |                                          |               |
| （住吉橋停留場）         | すみよしばし               | 3.2    |                                          | 1944年6月1日  |
| （湊町仮停留場）         | みなとまち                 | *.*    |                                          | 1915年4月13日 |
| 湊町駅前停留場           | みなとまちえきまえ         | 3.6    | 大阪市電：九条高津連絡線、南北線         |               |

| 停留場名       | 読み                   | キロ程 | 接続路線                             | 廃止日                     |
| -------------- | ---------------------- | ------ | ------------------------------------ | -------------------------- |
| 湊町駅前停留場 | みなとまちえきまえ     | 0.0    | 大阪市電：九条高津線（西線）、南北線 |                            |
| 賑橋東詰分岐点 | にぎわいばしひがしづめ | 0.3    | 大阪市電：九条高津線（東線）         | 駅としては1944年6月1日廃止 |

| 駅名                 | 読み                         | キロ程 | 接続路線                             | 廃止日                     |
| -------------------- | ---------------------------- | ------ | ------------------------------------ | -------------------------- |
| 賑橋停留場           | にぎわいばし                 | 0.0    | 大阪市電：南北線、難波木津線         |                            |
| 賑橋東詰分岐点       | にぎわいばしひがしづめ       | 0.1    | 大阪市電：九条高津連絡線             | 駅としては1944年6月1日廃止 |
| 戎橋停留場           | えびすばし                   | 0.2    |                                      |                            |
| 千日前停留場         | せんにちまえ                 | 0.5    |                                      |                            |
| 日本橋筋一丁目停留場 | にっぽんばしすじいっちょうめ | 0.8    | 大阪市電：堺筋線                     |                            |
| （磐舟橋停留場）     | いわふねばし                 | 1.0    |                                      | 1944年6月1日               |
| 下寺町停留場         | したでらまち                 | 1.3    |                                      |                            |
| 谷町九丁目停留場     | たにまちきゅうちょうめ       | 1.7    |                                      |                            |
| 上本町六丁目停留場   | うえほんまちろくちょうめ     | 2.0    | 大阪市電：上本町線、上本町下味原町線 |                            |

## 系統
- 1917年2月改正時：
  - わ系統（玉造 - 松島町一丁目 - 本田町一丁目 - 安治川二丁目渡 - 境川町 - 湊町駅前 - 賑橋 - 上本町六丁目）
  - か系統（築港 - 境川町 - 湊町駅前 - 賑橋 - 日本橋筋一丁目 - 北浜二丁目 - 天神橋筋六丁目）
  - よ系統（境川町 - 湊町駅前 - 賑橋 - 上本町六丁目）
  - を系統（築港 - 船津橋 - 大江橋 - 大阪駅前 - 渡辺橋 - 賑橋 - 上本町六丁目）
- 1957年11月1日時点：5系統、6系統、24系統、27系統、31系統